# Становской сельсовет (Кетовский район)
Становско́й сельсове́т — упразднённые административно-территориальная единица и муниципальное образование со статусом сельского поселения в составе Кетовского района Курганской области России. 
Административный центр — деревня Становая.
15 марта 2022 года сельсовет был упразднён в связи с преобразованием муниципального района в муниципальный округ.

## История
В соответствии с Законом Курганской области от 6 июля 2004 года № 419 сельсовет наделён статусом сельского поселения.

## Население
| 2002 | 2010 | 2012 | 2013 | 2014 | 2015 | 2016 |
| ---- | ---- | ---- | ---- | ---- | ---- | ---- |
| 629  | ↘608 | ↗618 | ↘604 | ↘598 | ↘569 | ↘555 |
| 2017 | 2018 | 2019 | 2020 |      |      |      |
| ↗563 | ↗576 | ↘569 | ↘566 |      |      |      |

## Состав сельского поселения
| № | Населённый пункт | Тип населённого пункта          | Население |
| - | ---------------- | ------------------------------- | --------- |
| 1 | Козлово          | деревня                         | ↘167      |
| 2 | Становая         | деревня, административный центр | ↘441      |